# Narząd

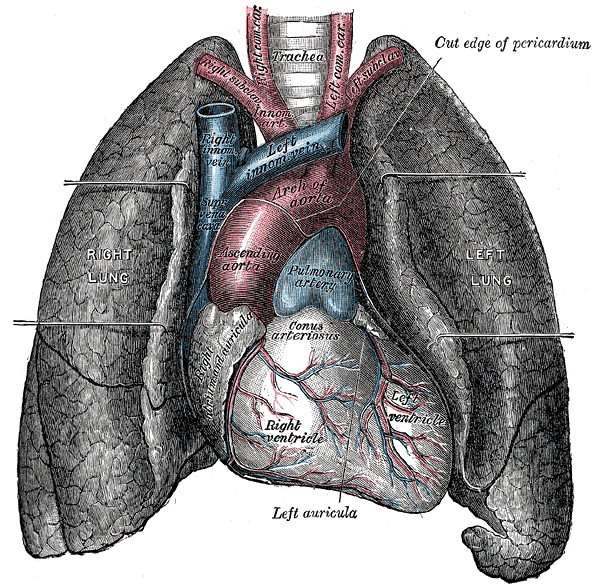
Płuca i serce, dwa organy ludzkiego organizmu

Narząd, organ (łac. organum) – część organizmu wielokomórkowego o określonej budowie i funkcjach.
Organami są między innymi: żołądek, oko, serce, nerka, wątroba, korzeń, liść, słupek, łodyga, kwiat.
Narząd jest zespołem tkanek oraz częścią układu narządów.